# Centre hospitalier régional de la Citadelle
L'Hôpital Citadelle (centre hospitalier régional de la Citadelle), est un hôpital public belge situé sur les hauteurs de la ville de Liège dans le quartier de Sainte-Walburge, sur le site de l'ancienne Citadelle détruite après la Seconde Guerre mondiale.

## Historique
À la suite de l’impossibilité d'adapter l'hôpital de Bavière aux nouvelles techniques, l'Université de Liège et le CPAS de Liège qui collaboraient au sein de cet hôpital décident de se séparer, l'université opte pour le site du Sart-Tilman pour y installer le centre hospitalier universitaire et le CPAS établira son centre hospitalier régional sur le site de la Citadelle.
La construction de l'hôpital débute en 1974 et s'achève dans les années 1980. Le 2 mars 1989, l'intercommunale « Centre Hospitalier Régional de la CITADELLE » est créée, celle-ci rachète au CPAS l'ensemble des terrains, bâtiments, mobiliers et du matériel du nouvel hôpital. Architecte Henri Montois.
Le 1er janvier 1998, l'établissement fusionne avec les hôpitaux Sainte-Rosalie et Château Rouge, qui avaient déjà eux-mêmes fusionné en 1987. Le CHR, avec plus d'un millier de lits, devient alors l'hôpital le plus important de la Communauté française.
Construction d'une crèche en 2009 par l'architecte H. Garcia.
En 2011 est inaugurée la nouvelle unité de néonatologie par l'architecte V. Evrard.

## Sites
- Site de la Citadelle situé dans le quartier de Sainte-Walburge
- Site Laveu situé dans le quartier du Laveu
- Site Herstal situé à Herstal
- Sites Administratifs et logistiques

## Œuvres d'art publiques
À l'entrée de l'hôpital de la Citadelle, se trouve un ensemble sculptural intitulé : « La Piscine ». Cette œuvre a été réalisée par la liégeoise Mady Andrien en 1976.